# Gunnar Gunnarsson (piłkarz)
Gunnar Þór Gunnarsson (ur. 4 października 1985) – islandzki piłkarz, lewy obrońca.

## Kariera klubowa
Gunnar piłkarską karierę rozpoczynał w Fram. Spędził tam 3 sezony, w których się wypromował i kupił go
szwedzki klub, Hammarby IF. Grał tam 2 lata i odszedł do IFK Norrköping, gdzie jak dotychczas spędził 2 sezony.

## Kariera reprezentacyjna
Gunnar grał w młodzieżowych reprezentacjach Islandii, ale w seniorskiej też zdołał zadebiutować. Stało się to 28 marca 2007 roku w eliminacyjnym meczu do Euro 2008, przeciwko Hiszpanii. Islandia ten mecz przegrała 0:1.